# Otto von Grone
Otto Albert von Grone (7 tháng 2 năm 1841 tại Westerbrak – 16 tháng 5 năm 1907 tại Westerbrak) là một Trung tướng quân đội Phổ, Kinh nhật giáo sĩ (Propst) của Steterburg, chủ điền trang Westerbrock đồng thời là Hiệp sĩ Danh dự (Ehrenritter) Huân chương Thánh Johann. Ông đã từng tham chiến trong ba cuộc chiến tranh thống nhất nước Đức kể từ năm 1864 cho đến năm 1871.

## Tiểu sử

### Thân thế
Otto Albert sinh vào tháng 2 năm 1841, trong gia đình quý tộc lâu đời von Grone. Ông là con trai của Adolf Kurt Eckbert von Grone (26 tháng 4 năm 1807 tại Westerbrak – 22 tháng 4 năm 1885 cũng tại Westerbrak) và người vợ của ông này là Auguste Luise Amalie, nhũ danh von Bülow (27 tháng 5 năm 1812 tại Wolfenbüttel – 13 tháng 12 năm 1893 tại Westerbrak).

### Sự nghiệp quân sự
Thời trẻ, Grone học tại trường thiếu sinh quân ở Bensberg và Berlin, sau đó ông nhập ngũ quân đội Phổ với cấp hàm Thiếu úy của Trung đoàn Bộ binh Cận vệ số 2 vào ngày 17 tháng 5 năm 1859. Đến ngày 7 tháng 6 năm 1860, ông được cắt cử vào Trung đoàn Bộ binh Cận vệ tổng hợp trong vòng một tháng, tiếp theo đó ông được đổi vào Trung đoàn Bộ binh Cận vệ số 4. Ông từng được lệnh vào Tiểu đoàn Công binh Cận vệ từ ngày 30 tháng 5 cho tới ngày 27 tháng 6 năm 1861, rồi từ ngày 31 tháng 5 cho đến ngày 26 tháng 6 năm 1862.
Cùng với Trung đoàn Bộ binh Cận vệ số 4 của mình, ông đã tham gia cuộc bao vây và trận đánh Fredericia trong cuộc Chiến tranh Đức-Đan Mạch vào năm 1864.
Năm sau (1865), Grone nhập học Học viện Chiến tranh Phổ; việc học tập của ông bị gián đọan do sự bùng nổ của cuộc Chiến tranh Bảy tuần với Áo vào năm 1866. Trong suốt thời gian động binh, Grone giữ chức vụ sĩ quan phụ tá trong Lữ đoàn Bộ binh Cận vệ tổng hợp của Quân đoàn Trừ bị II, một phần thuộc Tập đoàn quân Main (Mainarmee). Sau khi cuộc chiến tranh chấm dứt, ông được thăng quân hàm Trung úy vào ngày 30 tháng 10 năm 1866, và với cấp bậc này ông học tiếp ở Học viện Chiến tranh cho đến ngày 27 tháng 7 năm 1868. Sau đó, Grone ban đầu được cắt cử vào Tiểu đoàn Bắn súng trường Cận vệ ngày 30 tháng 4 năm 1869, rồi vào Bộ Tổng tham mưu ngày 30 tháng 4 năm 1870. Sau đó, vào ngày 17 tháng 6 năm 1870, dưới danh hiệu à la suite của trung đoàn mình, ông được tạm thời chuyển làm Giảng viên Trường Quân sự ở Potsdam.
Tuy nhiên, do cuộc Chiến tranh Pháp-Đức (1870 – 1871) bùng nổ vào mùa hè năm 1870, ông được bãi nhiệm vào ngày 17 tháng 7 năm đó và được bổ nhiệm làm sĩ quan phụ tá của Sư đoàn Bộ binh Dân quân Cận vệ đã được động viên. Với sư đoàn này, ông đã thể hiện tài năng của mình trong cuộc vây hãm Strasbourg ở Alsace. Sau đó, vào ngày 22 tháng 8 năm1870, ông trở thành một Đại đội trưởng tạm quyền trong Trung đoàn Bộ binh Cận vệ số 4, tham gia chiến đấu trong trận Sedan và được phong cấp hàm Đại úy vào ngày 16 tháng 9 năm 1870. Trong giai đoạn kế tiếp của cuộc chiến với Pháp, ông đã tham gia cuộc vây hãm thủ đô Pháp, trận đánh ở Montmagny cùng với cuộc vây hãm Montmédy.
Được tặng thưởng Huân chương Thập tự Sắt hạng II trong cuộc chiến, Grone trở về nước Đức sau khi hòa bình được lập lại, và là Giảng viên Trường Quân sự Erfurt cho đến ngày 20 tháng 8 năm 1875. Ông được cắt cử sang Trung đoàn Bắn súng hỏa mai số 36 trong một thời gian ngắn, kể từ ngày 3 tháng 8 tới ngày 15 tháng 9 năm 1874. Tiếp theo đó, vào ngày 21 tháng 8 năm 1875, Grone được giao một chức Đại đội trưởng trong Trung đoàn Phóng lựu Cận vệ số 2 Hoàng đế Franz. Ông phục vụ trung đoàn cho đến ngày 13 tháng 1 năm 1879 và trong thời gian ấy, ông được cử làm quan sát viên các cuộc diễu binh của quân đội Ý từ ngày 2 đến ngày 16 tháng 9 năm 1878. Tiếp sau đó, Grone gia nhập Trung đoàn Phóng lựu số 2 và được ủy nhiệm làm sĩ quan phụ tá tại Bộ Tổng chỉ huy (Generalkommando) Quân đoàn II, rồi được lên cấp Thiếu tá vào ngày 13 tháng 3 năm 1879. Với cấp bậc này, ông được phong chức Tiểu đoàn trưởng Tiểu đoàn II của Trung đoàn Bắn súng hỏa mai số 34 vào ngày 12 tháng 2 năm 1881. Ông chỉ huy tiểu đoàn này cho đến ngày 5 tháng 12 năm 1883, rồi được lãnh chức Chỉ huy trưởng Tiểu đoàn Jäger số 10 Hannover và được thăng hàm Thượng tá vào ngày 18 tháng 11 năm 1886. Ngày 6 tháng 9 năm 1887, ông được điều đến Schwerin làm sĩ quan dư thừa (etatmäßiger Offizier) trong Trung đoàn Phóng lựu số 89 Đại Công quốc Mecklenburg. Dưới danh hiệu à la suite của trung đoàn, Grone đã được lãnh tạm quyền chỉ huy trung đoàn này vào ngày 15 tháng 10 năm 1888. Sau đó, vào ngày 22 tháng 3 năm 1889, ông được lên cấp bậc Đại tá và được nhậm chức Trung đoàn trưởng. Ba năm sau, ông được thăng quân hàm Thiếu tướng vào ngày 27 tháng 1 năm 1892, và được nhậm chức Lữ đoàn trưởng Lữ đoàn Bộ binh số 59 tại Saarburg. Ba năm sau đó, vào ngày 11 tháng 8 năm 1895, Grone được ủy quyền thay mặt Tư lệnh Sư đoàn số 28 ở Karlsruhe. Bảy ngày sau, Grone được lên chức Trung tướng và cuối cùng, vào ngày 27 tháng 8 năm 1895 ông trở thành Sư đoàn trưởng.
Sau cuộc đánh trận giả với Sư đoàn số 29, Grone đệ đơn xin từ nhiệm vào năm 1898. Lời thỉnh cầu này được chấp thuận vào ngày 25 tháng 11 năm 1898, khi ông được giải ngũ với một khoản lương hưu đồng thời nhận Huân chương Vương miện. Nhưng chưa hết, để tưởng thưởng những cống hiến lâu năm của ông cho quân đội Đức, ông được trao tặng Huân chương Đại bàng Đỏ hạng I đính kèm Bó sồi vào ngày 13 tháng 9 năm 1899.

### Gia đình
Vào ngày 23 tháng 10 năm 1873, tại Holzhausen, ông đã thành hôn với bà Anna Wilhelmine Karoline Elise Klara von Oheimb (24 tháng 5 năm 1849 tại Minden – 9 tháng 12 năm 1900 tại Westerbrak). Cuộc hôn nhân đã mang lại cho họ năm người con:
- Siegfried Alexander Adolf Anto Bodo (sinh ngày 9 tháng 10 năm 1874 tại Erfurt), Đại úy Trừ bị Phổ, chúa đất Westerbrak
- Elisabeth Auguste Klare Marie Anna (sinh ngày 1 tháng 2 năm 1877 tại Berlin) ∞ Philipp Alfred Ernst von Legat, Thượng tá Phổ
- Eugen Bodo Hans-Heinrich (sinh ngày 6 tháng 9 năm 1878 tại Berlin), Ngự tiền đại thần (Hofmarschall) Công quốc Braunschweig
- Karl Otto (26 tháng 10 năm 1879 tại Stettin – 23 tháng 3 năm 1918 tại Vaulx-Vraucourt
- Jürgen Alexander (14 tháng 11 năm 1887 tại Schwerin – 18 tháng 2 năm 1978 tại Stuttgart), Thiếu tá Đức, Hiệp sĩ Huân chương Thập tự Xanh